# Уаллагкомцы
Уаллагко́мцы (осет. уæллагкоймæгтæ) — осетины дигорского общества, проживающие в Уаллагкоме. У уаллагкомцев существует свое смешанное наречие — уаллагкомское наречие (сочетающее в себе черты дигорского и иронский диалектов).
Территория исторического Уаллагкома простиралась от с. Фаснал по течению р. Сонгутидон до Кион-Хохского перевала и включала селения — Камунта, Галиат, Дунта и Хунсар.

## Фамилии
- Галиат

Абагаевы, Аппиевы, Арсаговы, Балаовы, Бериевы, Бесоловы, Битуевы, Габисовы, Гагкоевы, Гадзаовы, Галабуевы, Гамахаровы, Гаппаевы, Гасиновы, Гибизовы, Годизовы, Гокоевы, Гугаловы, Гуссаовы, Дзалаевы, Дзилиховы, Езеевы, Загаловы, Зокоевы, Казбековы, Калаевы, Кацановы, Кодоевы, Корнаевы, Коцоевы, Марзоевы, Медоевы, Миндзаевы, Мулдзугкаевы, Мулукаевы, Оказовы, Саввоевы, Салказановы, Толасовы, Цараевы.
- Дунта

Абисаловы, Байсонгуровы, Вагаковы, Гизиковы, Гокоевы, Кибизовы, Кудзоевы, Кулаевы, Кусраевы, Синдировы, Тедтоевы, Тобоевы, Цагараевы, Цомартовы, Чекоевы.
- Камунта

Албеговы, Атаевы, Басиевы, Бекмурзовы, Битаевы, Болатовы, Бозровы, Бутаевы, Габуевы, Гавдиновы, Гибиловы, Дзабаевы, Дзаукаевы, Дзидзоевы, Дзилиховы, Караевы, Каргиновы, Куловы, Легкоевы, Магаевы, Магкаевы, Мамукаевы, Марзаевы, Мистуловы, Себетовы, Тахоховы, Тобоевы, Туккаевы, Хамаевы, Хутиаевы, Цопановы, Чекоевы, Чехоевы.
- Хонсар

Абеевы, Агкаевы, Айларовы, Байсонгуровы, Геккиевы, Дзусовы, Зигоевы, Икаевы, Кубусовы, Олиаевы, Цараковы.